# (38390) 1999 RO187
1999 RO187 (asteroide 38390) é um asteroide da cintura principal. Possui uma excentricidade de 0.01422990 e uma inclinação de 3.46321º.
Este asteroide foi descoberto no dia 9 de setembro de 1999 por LINEAR em Socorro.